# نيكو شلوتربيك
نيكو شلوتربيك (بالألمانية: Nico Schlotterbeck) هو مدافع كرة قدم ألماني ولد في 1 ديسمبر 1999، يلعب مع نادي بوروسيا دورتموند والمنتخب الألماني.

## مسيرته الكروية

### فرايبورغ
ظهر شلوتربيك لأول مرة مع فريق فرايبورغ في 9 مارس 2019، حيث دخل الملعب كبديل في نصف المباراة بدلاً من فيليب لينهارت في مباراة الفوز 2-1 في المنزل ضد هيرتا برلين. في مباراته الأخيرة مع فرايبورغ، خسر النادي في نهائي كأس ألمانيا (DFB-Pokal) بركلات الترجيح أمام نادي آر بي لايبتسيغفي 2022، ولكن تم منح شلوتربيك جائزة أفضل لاعب في المباراة.

### الإعارة إلى أونيون برلين
في 31 يوليو 2020، انضم شلوتربيك إلى نادي أونيون برلين على سبيل الإعارة لمدة عام واحد.

### بوروسيا دورتموند
في 2 مايو 2022، أعلن نادي بوروسيا دورتموند توقيع شلوتربيك على عقد لمدة خمس سنوات ابتداءً من موسم 2022-2023. انضم بمقابل مالي مقدر بحوالي 25 مليون يورو.

## مسيرته الدولية

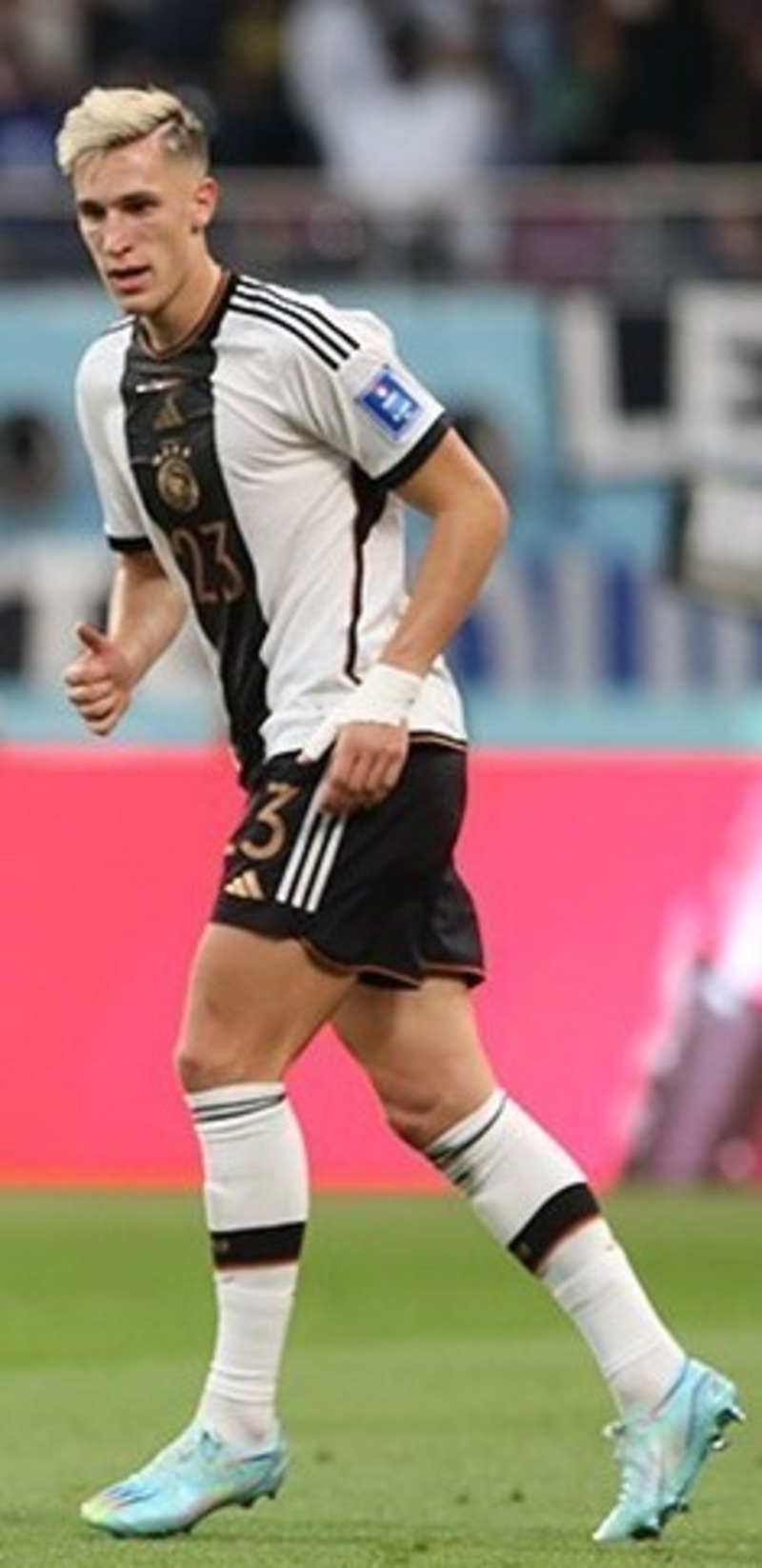
نيكو شلوتربيك في كأس العالم مع ألمانيا

شلوتربيك حصل على أول استدعاء له للمنتخب الألماني تحت قيادة المدرب هانزي فليك لتصفيات كأس العالم في 13 سبتمبر 2021 خاض أول مباراة دولية له ضد الكيان الصهيوني في مباراة ودية في 27 مارس 2022. شارك شلوتربيك في 10 مباريات دولية مع المنتخب الأول ولم يسجل أي هدف. كما شارك في 13 مباراة دولية مع المنتخب تحت 21 عاماً وسجل 3 أهداف وحقق لقب بطولة أوروبا تحت 21 عاماً عام 2021 وأيضاً شارك في كأس العالم 2022 في قطر.

## الحياة الشخصية
شلوتربيك هو ابن أخ اللاعب الكروي المحترف السابق نيلز شلوتربيك، الذي لعب لفرايبورغ. شقيقه الأكبر، كيفن، هو لاعب كرة قدم محترف لعب موسم 2019-2020 في أونيون برلين على سبيل الإعارة من فرايبورغ، والذي عاد إليه في موسم 2020-2021.

## الألقاب
فرايبورغ
- كأس ألمانيا وصيف: 2021–22[5]

 ألمانيا تحت 21 عاماً
- بطولة أوروبا تحت 21 عاماً: 2021[6]

## الجوائز الفردية
- فريق بطولة أوروبا تحت 21 عاماً: 2021[7] *
- فريق الموسم للدوري الألماني: 2021–22,[8] 2022–23[9]

## وصلات خارجية
- نيكو شلوتربيك على موقع الاتحاد الأوربي (الإنجليزية)
- نيكو شلوتربيك على موقع إي إس بي إن إف سي (الإنجليزية)
- نيكو شلوتربيك على موقع قاعدة بيانات كرة القدم.إي يو (الإنجليزية)
- نيكو شلوتربيك على موقع بيانات كرة القدم. دي إي (الألمانية)
- نيكو شلوتربيك على موقع ليكيب (الفرنسية)
- نيكو شلوتربيك على موقع ناشيونال فوتبول تيمز (الإنجليزية)
- نيكو شلوتربيك على موقع Soccerbase.com (لاعب) (الإنجليزية)
- نيكو شلوتربيك على موقع Soccerway.com (الإنجليزية)
- نيكو شلوتربيك على موقع عالم كرة القدم.نت (الإنجليزية)
- نيكو شلوتربيك على موقع AS.com (الإسبانية)